# 杰米霍沃机器制造厂
杰米霍沃机器制造厂（俄語：ОАО «Демиховский машиностроительный завод»，縮寫：ДМЗ）是俄罗斯一家轨道交通车辆制造商，也是运输机械控股集团的子公司之一，主要产品和业务包括各种电力动车组的研发、制造和维修，公司总部位于莫斯科州奧列霍沃-祖耶沃。

## 历史
1935年，根据苏联重型机器制造人民委员部的指示，在莫斯科州奧列霍沃-祖耶沃杰米霍沃镇成立了杰米霍沃机器制造厂，工厂初期只是一家生产化工设备的小型企业，工人人数约为一百人。1936年12月，该厂被移交国防工业人民委员部。1938年至1939年，工厂建立了铸铁部门和泥炭工业部门，开始生产轴承、轴箱等机械设备，在1940年的工人总数为338人。蘇德戰爭初期，根据苏联人民委员会在1940年5月10日的决定，工厂开始制造发电设备、汽车零部件、窄轨蒸汽机车、滚筒绞车、大型抓斗等重型机械。至1941年10月，随着战线逐渐迫近，工厂被迫撤退到乌拉尔。1942年3月，工厂恢复生产飞机油箱、油罐车、“喀秋莎”火箭弹等。
战争结束后，杰米霍沃机器制造厂于1947年开始设计林业和矿业所使用的窄轨铁路客车和铁路货车，并于1948年3月开始生产，轨距范围涵盖750、900、1000毫米。1973年，工厂开始生产轨距为1520毫米、运输木材和矿石的自翻车。至今，杰米霍沃机器制造厂已经生产了超过1550辆自翻车和6000辆各类窄轨车辆。1979年至1987年间，杰米霍沃机器制造厂通过现代化改造，提高机械化和自动化的程度，引进新技术和先进的生产工艺和管理方式，有效提高了生产效率。 1985年，该厂获颁发劳动红旗勋章。
苏联解体后，由于俄罗斯没有生产电力动车组的企业，而从国外引进新型电力动车组又需要花费大量外汇。因此。在1990年代初俄罗斯联邦交通部要求对杰米霍沃机器制造厂、托尔若克车辆制造厂进行了技术改造，并且从里加车辆制造厂引进了大批技术和管理人员，俄罗斯从而形成了具有一定规模的电力动车组生产能力。1993年，托尔若克车辆制造厂试制了第一列ED2T型电力动车组，并投入批量生产。

## 产品
- ED2T型电力动车组
- ED4型电力动车组
- ED6型电力动车组
- ED6型电力动车组
- ED1型电力动车组
- ED9型电力动车组